# Shanti Lowry
Shanti Lowry, née le 2 avril 1982 à Boulder (Colorado), est une danseuse et actrice afro-américaine. 

## Filmographie
- 2000 : A Time for Dancing : Eva
- 2001 : Nikki
- 2002 : St. Sass
- 2003 : New York Police Blues : Maisha Houston
- 2003 : D.E.B.S. : Dominique
- 2003 : Charlie's Angels 2 : Les anges se déchaînent !
- 2003 : Les Looney Tunes passent à l'action
- 2005 : The Retreat : Chloe
- 2006 : Shark : Michelle
- 2006-2008 : The Game : Dionne
- 2010 : Bolden ! : Grace Lemannais
- 2010 : Louis : Grace